# Ogliastro
Ogliastro (korsisch Ogliastru) ist eine Gemeinde im französischen Département Haute-Corse auf der Mittelmeerinsel Korsika. Sie gehört zum Kanton Cap Corse im Arrondissement Bastia.

## Geografie
Ogliastro liegt auf dem Cap Corse und grenzt im Westen an das Ligurische Meer. Das Siedlungsgebiet liegt durchschnittlich auf 130 Metern über dem Meeresspiegel und besteht aus den Dörfern Ogliastro, Marine d'Albo (korsisch Albu), Cocollu Supranu und Cocollu Suttanu.
Die kleinen, grüngrauen Steine des Strands von Albo erhielten ihre Farbe vom Serpentinit, der in einem heute geschlossenen Asbest-Betrieb im nördlich anschließenden Gemeindegebiet von Canari abgebaut wurde.
Die Nachbargemeinden sind 
- Canari im Norden,
- Pietracorbara im Nordosten,
- Sisco im Osten,
- Olcani im Osten und im Südosten,
- Nonza im Süden.

## Bevölkerungsentwicklung
| Jahr      | 1962 | 1968 | 1975 | 1982 | 1990 | 1999 | 2008 | 2012 |
| --------- | ---- | ---- | ---- | ---- | ---- | ---- | ---- | ---- |
| Einwohner | 230  | 218  | 146  | 100  | 78   | 96   | 105  | 104  |

## Sehenswürdigkeiten
- Genueserturm Tour d'Albo, erbaut 1562
- Genueserbrücke über den Bach Cetro im Ortsteil Coccollu Suttanu
- Verkündigungskirche (Église de l'Annunziata)
- Kapelle San Roccu
- Kirche San Domenico
- Kapelle San Michele

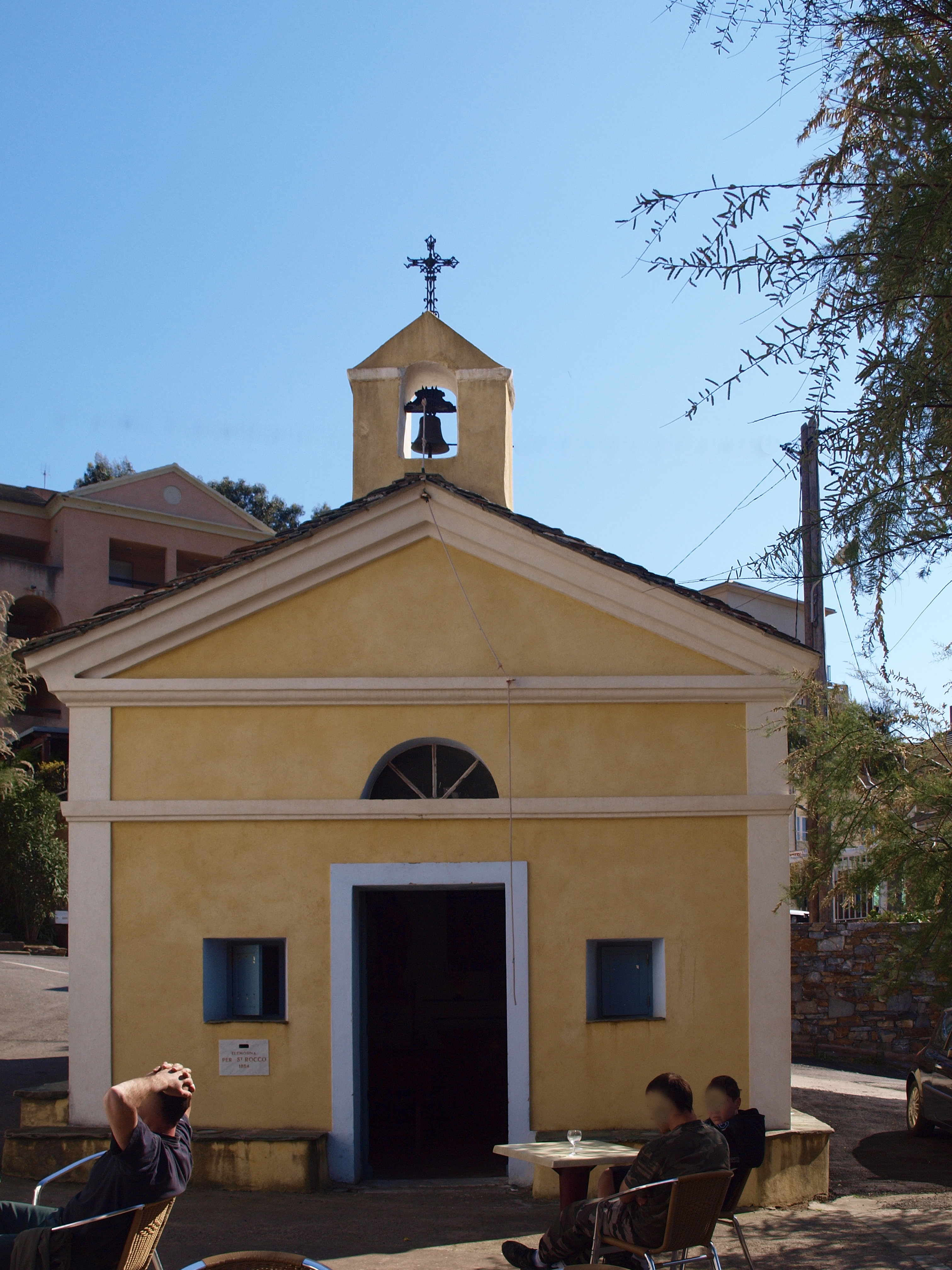
Kapelle Ogliastro-Albo-San Roccu
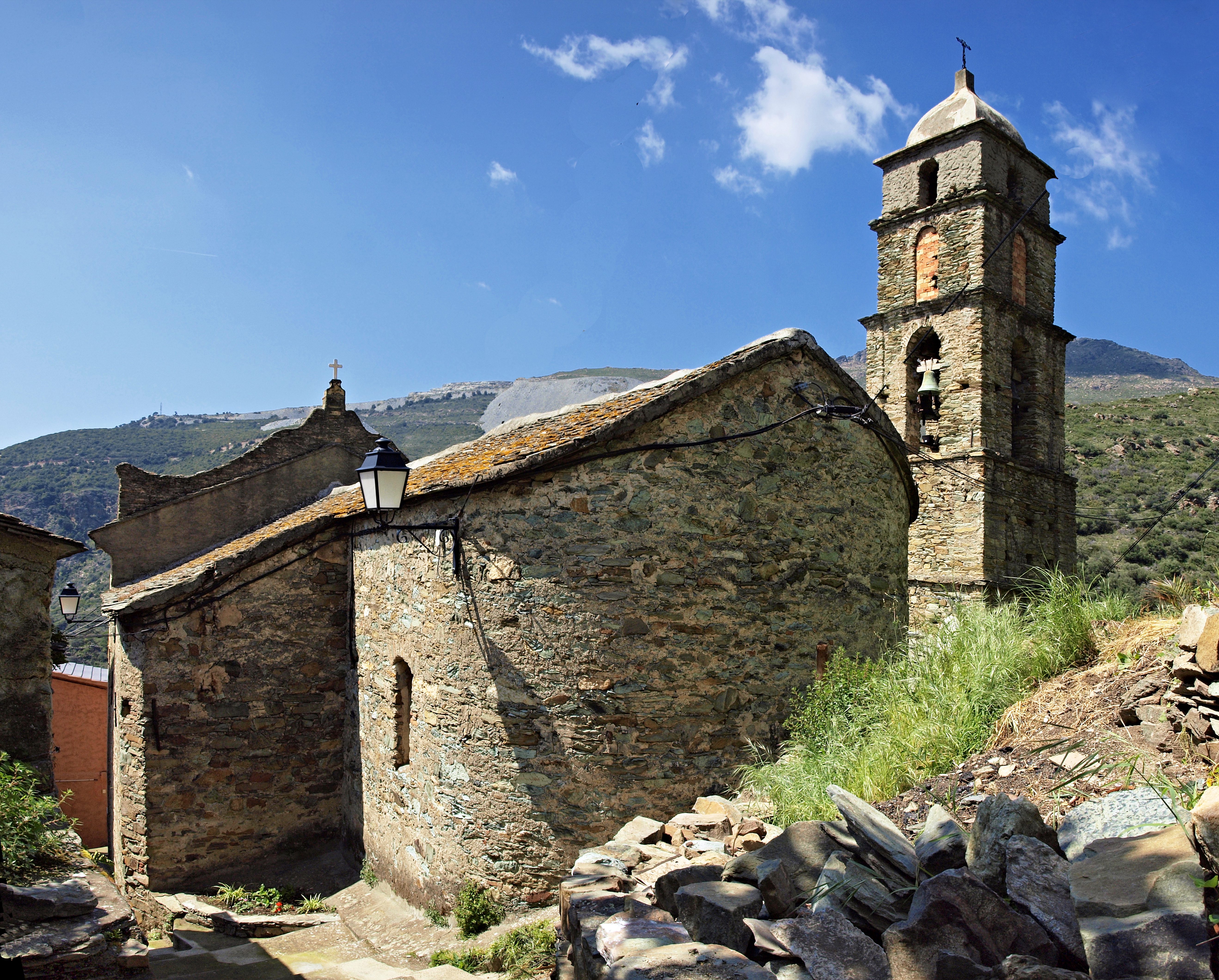
Verkündigungskirche
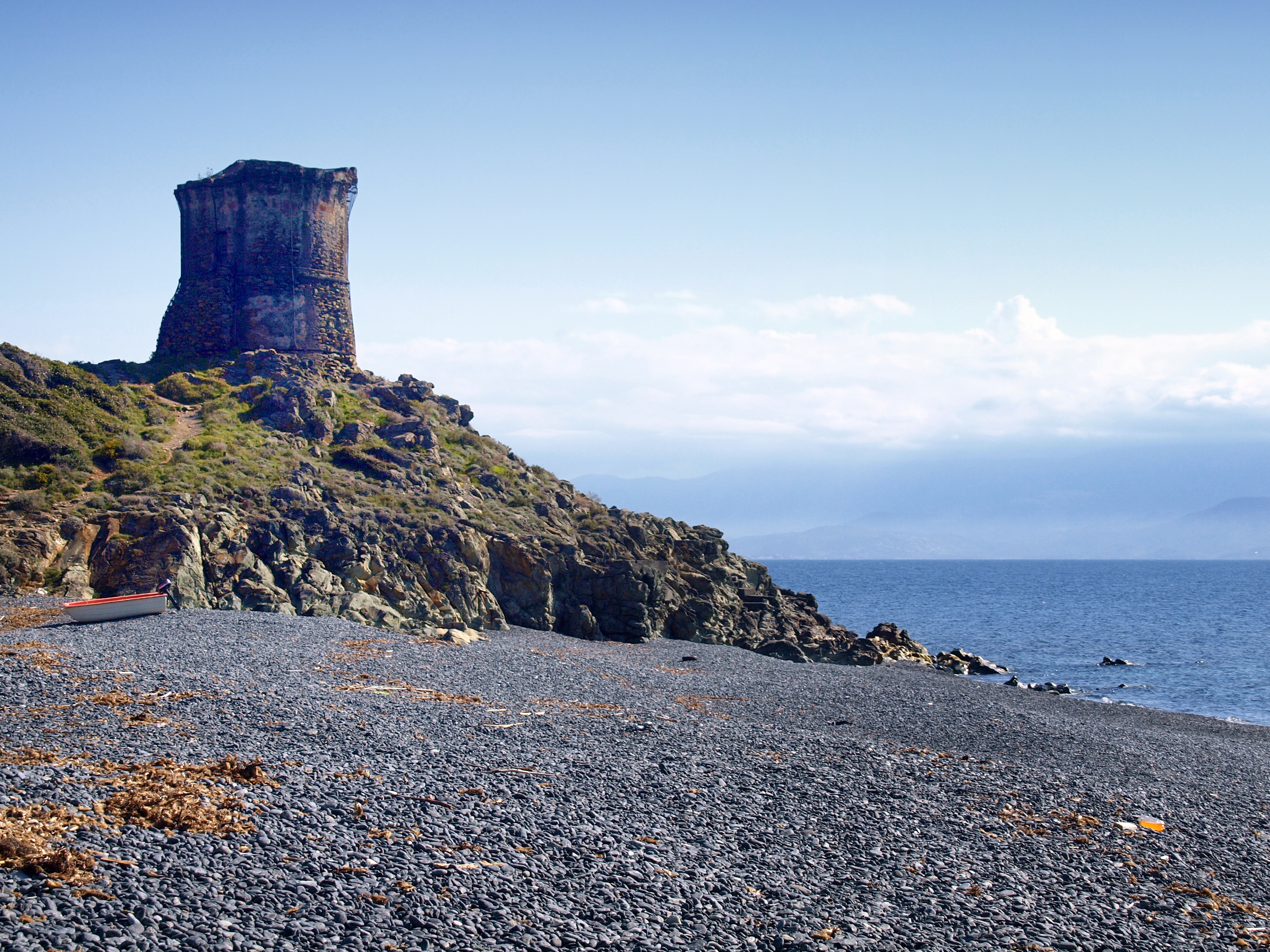
Genueserturm Tour d'Albo